# 恩氏新唇脂鯉
恩氏新唇脂鯉為輻鰭魚綱脂鯉目琴脂鯉亞目複齒脂鯉科的其中一種，為熱帶淡水魚，分布於非洲尼日河下游及剛果河下游流域，體長可達2.6-3公分，棲息在底中層水域，以甲殼類、昆蟲及蠕蟲為食，生活習性不明，可做為觀賞魚。

## 扩展阅读
維基物種上的相關：恩氏新唇脂鯉